# Friedrich Herder Abraham Sohn
Die Firma Friedrich Herder Abraham Sohn GmbH ist ein Schneidwarenunternehmen aus Solingen. Sie ist sowohl im Inland als auch stark im Export tätig. Eines der Warenzeichen des Unternehmens ist seit 1727 „Pik As“.

## Geschichte

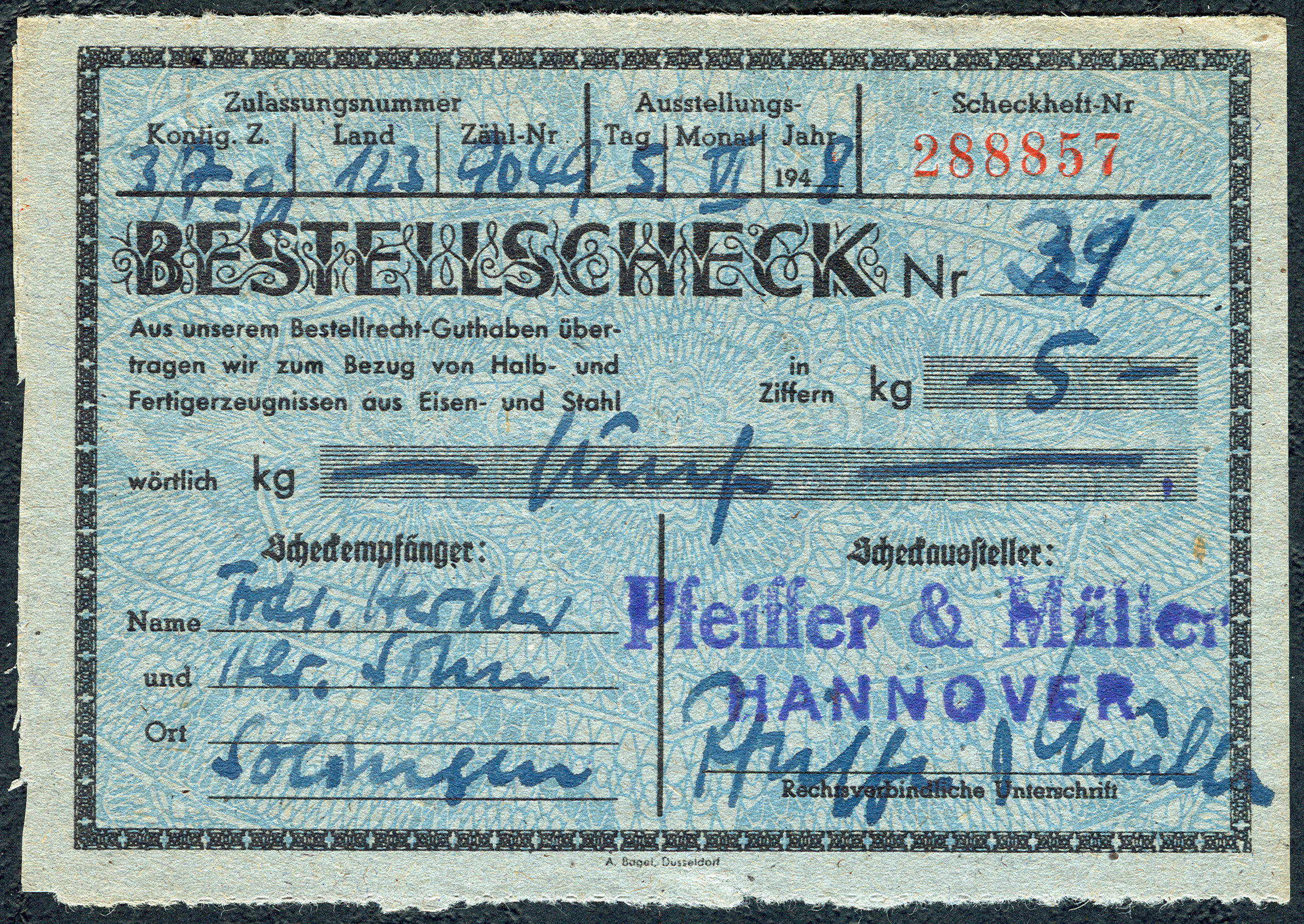
Sogenannter „Eisenscheck“, 1948 von Pfeiffer & Müller in Hannover an Friedrich Herder Abraham Sohn adressiert; Bestellscheck des Verlags A. Bagel, Düsseldorf

Gründungsdatum des Unternehmens ist der 27. Februar 1727. An diesem Tag ließ Peter Herder zu Pilghausen das Warenzeichen „Schoppenass“ (= „Pik As“) in die Zeichenrolle des Solinger „Messmachergerichts“ eintragen. Die Urkunde hierüber ist heute noch im Solinger Stadtarchiv erhalten. Später kamen noch das Gabelzeichen und der kreuzförmig angeordnete Doppelschlüssel hinzu.
Nach Peter Herders Tod 1762 ging das Unternehmen, das zu diesem Zeitpunkt schon in den niederländischen Markt exportierte, auf die Söhne Abraham und Johann Peter Herder über. Ihnen folgte der älteste Sohn Abraham Herders, der 1761 geborene Johann Abraham Herder. Als dieser seine Söhne am Geschäft beteiligte, nannte er das Unternehmen „Joh. Abr. Herder & Sne“. Nachdem sein Sohn Abraham gestorben war, nahm Johann Abraham Herder 1839 – kurz vor dem eigenen Tod – seinen Enkel Friedrich Herder als Teilhaber auf, und dieser führte von 1841 an das Unternehmen unter der Firma „Friedrich Herder Abr. Sohn“ weiter. Diesen Namen behielt das Unternehmen bis heute, auch wenn heute keine Herders mehr unter ihren Eigentümern sind.
Nach Friedrich Herders Tod 1887 übernahm Gustav Weyersberg die Unternehmensleitung. Er war der älteste Sohn aus der ersten Ehe von Friedrich Herders Tochter, Emilie, mit Hermann Weyersberg. Der jüngere Sohn Carl Weyersberg übernahm im Jahre 1908 die Leitung der neu gegründeten Niederlassung in Buenos Aires gemeinsam mit Hermann Bick, dem Sohn aus der zweiten Ehe Emilie Herders mit dem Solinger Pastor Bick. Diese führten das Unternehmen, bis dieses 1993 von den Geschäftsleuten Hans Joachim Röllecke und Detlef Weides aus der Insolvenz als „Friedrich Herder Abraham Sohn GmbH“ weitergeführt wurde.

## Standort

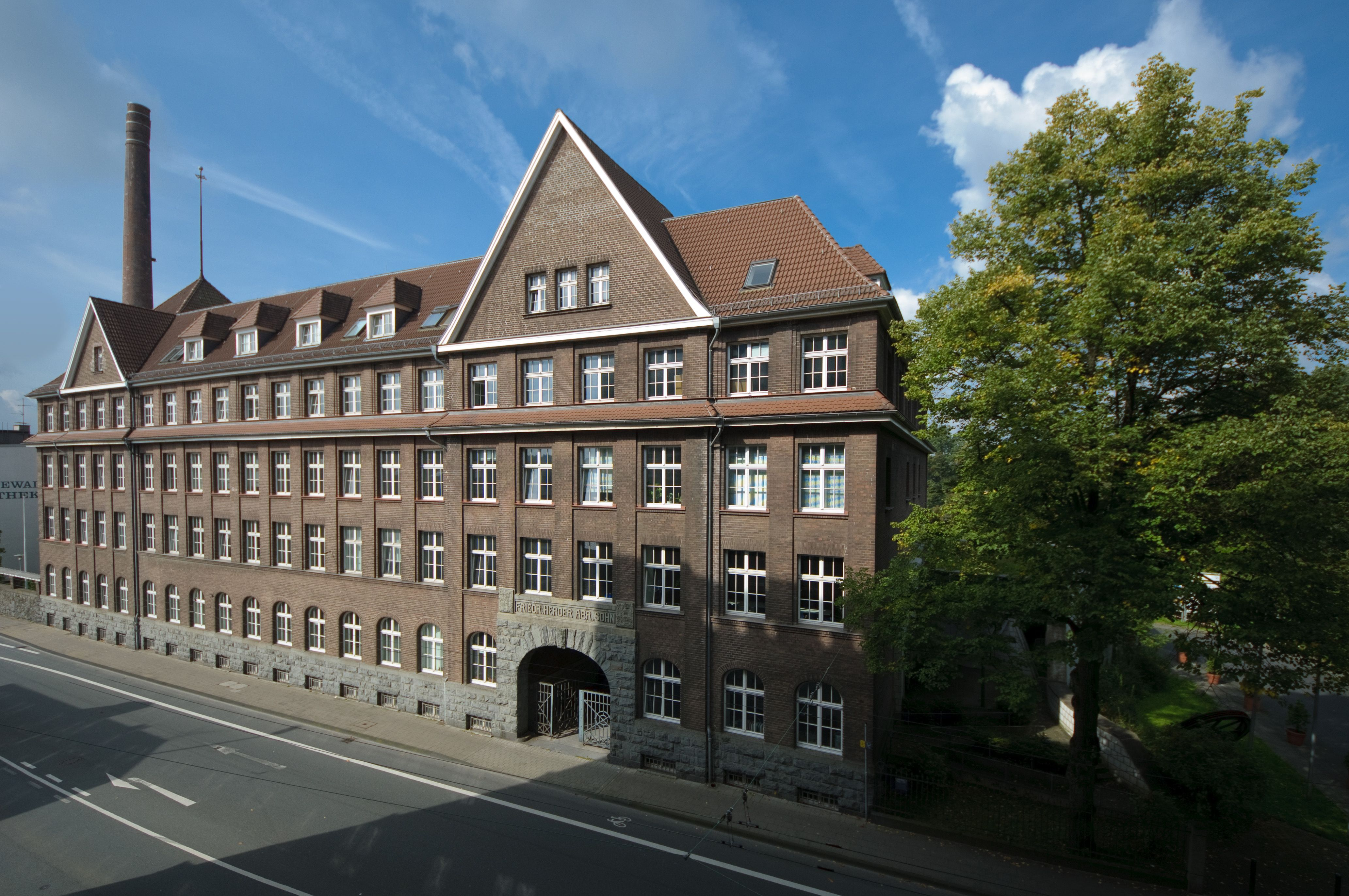
Front des Firmengebäudes

Der Unternehmensstandort war zunächst ein Wohn- und Geschäftshaus in Obenpilghausen. 1859 wurde an der heutigen Grünewalder Straße zunächst ein Wohnhaus errichtet, später dann auch Produktionsstätten und 1913 schließlich das noch erhaltene Verwaltungsgebäude gegenüber dem Unternehmen J. A. Henckels.
1995 erfolgte die Verlegung der Produktions- und Verwaltungsräume in das Firmengebäude an der Obenitterstraße. 2016 zog das Unternehmen schließlich zur Oberen Dammstraße an den Schlagbaum um.

## Die Märkte
In ihrem angestammten Geschäft, der Messer- und Scherenproduktion, war das Unternehmen stark exportorientiert. Hauptabsatzmärkte waren die Niederlande und Belgien. Darüber hinaus wurden seit dem ausgehenden 19. Jahrhundert auch überseeische Märkte erschlossen, vor allem in den Kolonialgebieten Asiens (Niederländisch-Indien) und seit 1908 auch Südamerika, insbesondere Argentinien. Auf dem Höhepunkt ihrer Entwicklung beschäftigte Herder rund 450 Fabrikarbeiter und Angestellte sowie etwa genauso viele Heimarbeiter. Das Unternehmen blieb ein überschaubares und konservatives Familienunternehmen, das sich abgesehen von der Aufnahme der Produktion von Gesenkschmiedestücken zu keiner weiteren Diversifizierung durchringen konnte. Dem gegen Ende des 20. Jahrhunderts zunehmenden Preiswettbewerb auf ihren angestammten Märkten hatte das Unternehmen 1993 schließlich nichts mehr entgegenzusetzen: Es meldete Insolvenz an und wurde daraufhin aus dieser als GmbH weitergeführt.

## Ehemaliges Fabrikgebäude denkmalgeschützt

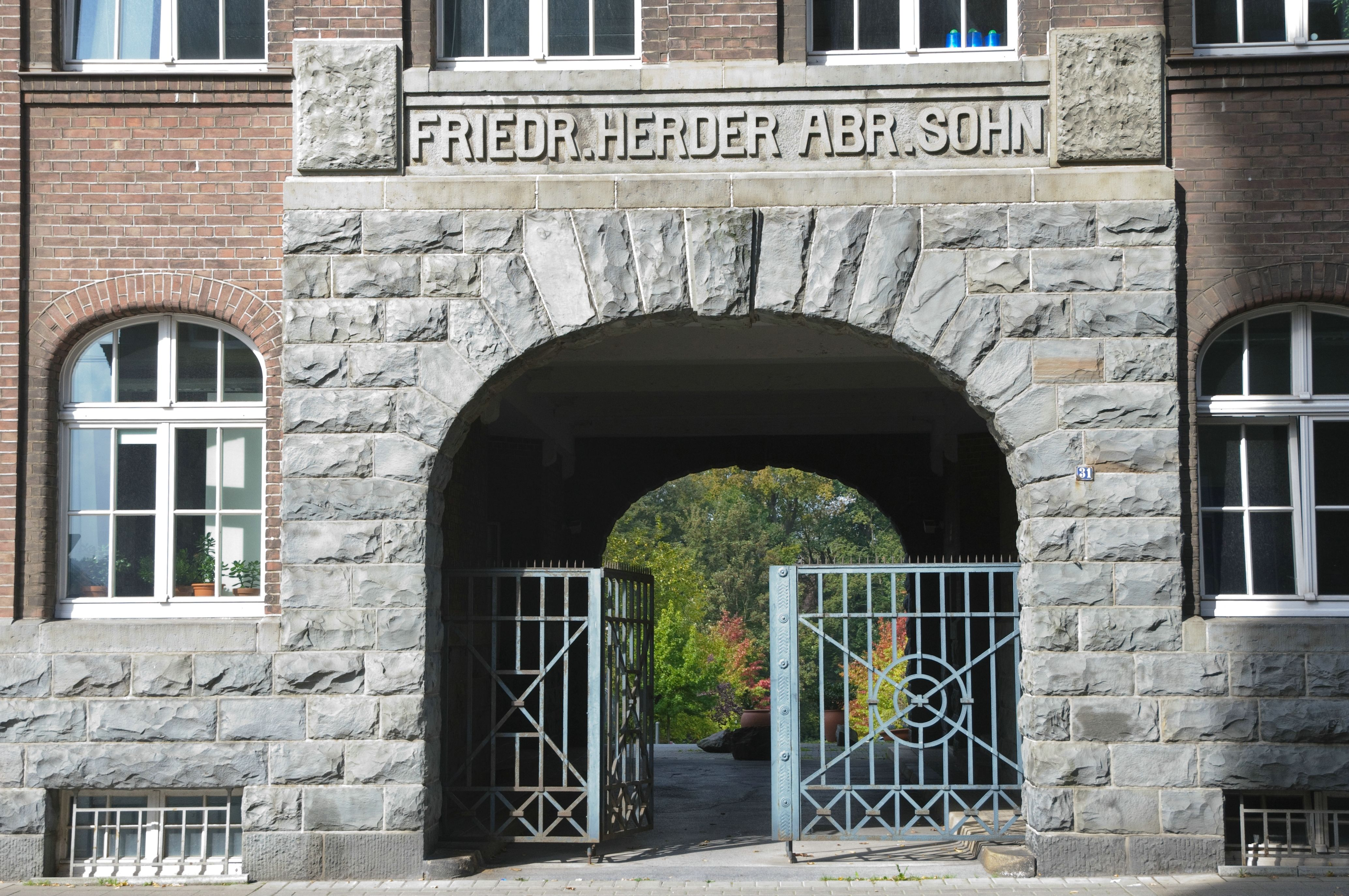
Eingang des Firmengebäudes

Heute ist die ehemalige „Schneidwarenfabrik und Gesenkschmiede Friedrich Herder Abr. Sohn“ ein denkmalgeschützter Gebäudekomplex in der Grünewalder Straße 29 in Solingen-Höhscheid.
Von der Fabrik sind lediglich die von Hermann vom Endt (1861–1939) entworfenen Gebäude erhalten. Das viergeschossige Bürogebäude in Ziegelbauweise von 1911 bis 1913 weist sowohl neuklassizistische Elemente (Risalite, Lisenengliederung) als auch Formen des Heimatstils auf (Walmdächer, weiße Holzgesimse an Traufen und Giebeln). Die Natursteinverkleidung des Erdgeschosses setzt sich in der Einfriedungsmauer des Werksgeländes fort.
Das historisch bedeutsame Unternehmensgebäude wurde 1994 von der Stadt Solingen erworben, um dort nach Umbau ein Gründerzentrum einzurichten. Die Umbauarbeiten begannen 1995 und wurden 1998 fertiggestellt. Insgesamt wurden 24 Millionen DM in den Umbau investiert. Das neue Gründer- und Technologiezentrum wurde am 25. Februar 1998 eröffnet und ist heute auch Sitz der Solinger Wirtschaftsförderung.